# 11ème Arrondissement
Das 11ème Arrondissement ist ein Arrondissement im Departement Littoral in Benin. Es ist eine Verwaltungseinheit, die der Gerichtsbarkeit der Kommune Cotonou untersteht und selbst ein Teil des beninischen Hauptortes Cotonou ist. Gemäß der Volkszählung von 2013 hatte das 11ème Arrondissement 34.879 Einwohner, davon waren 17.764 männlich und 17.115 weiblich.

## Geographie
Als Teil der Stadt Cotonou liegt das Arrondissement im Süden des Landes nahe am Atlantik.
Das 11ème Arrondissement, in dem u. a. die Universität École nationale d'économie appliquée et de management de Cotonou (ENEAM) beheimatet ist, setzt sich aus 13 Stadtteilen zusammen:
1. Gbèdiga Guêdêhoungue
2. Gbégamey Ahito
3. Gbégamey Centre
4. Gbégamey Dodo Ayidjè
5. Gbégamey Gbagoudo
6. Gbégamey Mifongou
7. Houéyiho
8. Houéyiho Tanou
9. Saint Jean Gbèdiga
10. Vodjè Allobatin
11. Vodjè Ayidoté
12. Vodjè Centre
13. Vodjè Finagnon